# Silene baccifera
Espèce
Statut de conservation UICN

 LC  : Préoccupation mineure

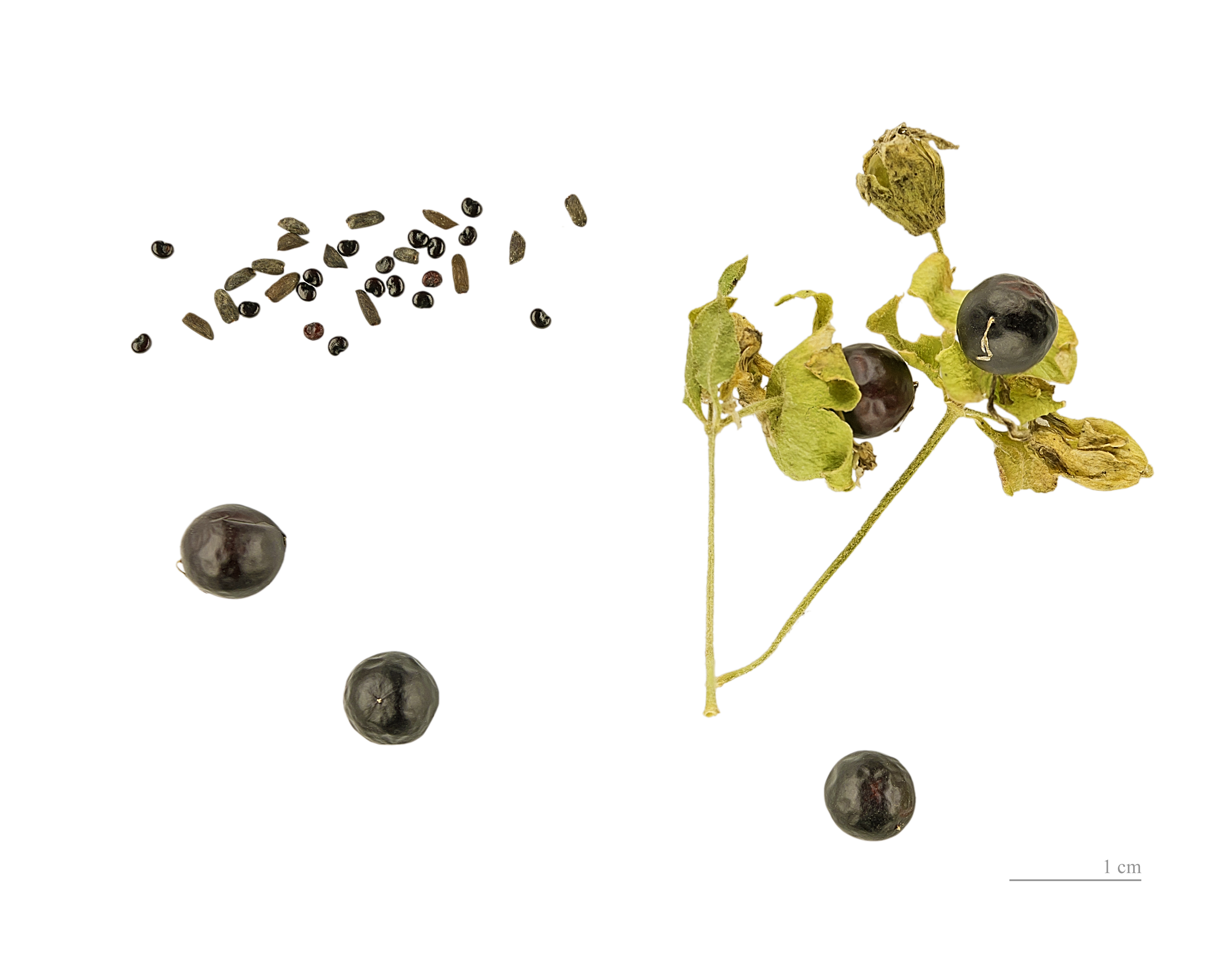
Fruits et graines de Silene baccifera
Muséum de Toulouse

Le Coulichon, la Cucubale à baies ou Cucubale couchée (Silene baccifera) est une espèce de plante grimpante hémicryptophyte vivace de la famille des Caryophyllaceae. 

## Historique et dénomination
L'espèce a été décrite par le naturaliste suédois Carl von Linné, en 1753 sous le nom Cucubalus baccifer (basionyme).
Actuellement cette espèce fait partie du genre Silene : son nom binominal : Silene baccifera (L.) Roth, 1788.

## Synonymie
- Cucubalus baccifer L.
- Lychnis baccifera (L.) Scop.
- Scribaea baccifera (L.) P.Gaertn., B.Mey. & Scherb. ex Schur
- Viscago baccifera (L.) Vest

## Statuts de protection, menaces
L'espèce n'est pas encore évaluée à l'échelle mondiale et européenne par l'UICN. En Europe et en France elle est classée comme non préoccupante .
Toutefois localement l'espèce est considérée en danger (EN) en Champagne-Ardenne, comme vulnérable (VU) en Basse-Normandie ; quasi menacée (NT), proche du seuil des espèces menacées ou qui pourraient l'être si des mesures de conservation spécifiques n'étaient pas prises, en Bretagne.  Elle a disparu (RE) en Picardie.

## Usages alimentaires
Les jeunes pousses sont comestibles.